# Sfânta Lucia (stat)
Sfânta Lucia (în engleză Saint Lucia) este o țară insulară situată în arhipelagul Caraibe între Martinica și Barbados și are capitala la Castries. Populația este de 150.000 de locuitori. Limba oficială a insulei este engleza, dar mulți localnici vorbesc kweyol, care s-a transformat dintr-un dialect al limbii franceze într-o limbă cu gramatică proprie. Plajele, pădurile tropicale și cele două conuri vulcanice de pe coasta de sud-est a insulei, Gros Piton, cu o înălțime de 797 metri și Petit Piton, de 750 metri sunt principalele puncte de interes din Sf. Lucia. Climatul este tropical, sezonul ploios durează din iunie până în noiembrie, iar sezonul uscat din decembrie până în mai.

## Localizare
Este așezată în America Centrală insulară, în arh. Antilele Mici, la 40 km sud de Martinica.

## Relief
Relieful insulei este muntos: un lanț vulcanic, străbătând teritoriul de la N la S; în S se înalță Canaries Mountains cu vulcanul Soufriere (1.200 m alt.); în SV munții Pitons, cu înălțimea max. de 786 m.

## Clima
Este tropical-oceanică, moderată de alizee; temperaturi și precipitații variabile după altitudine; cicloane tropicale, uneori devastatoare, ca cel din 1980 (ciclonul „Allen”).

## Floră și faună
Păduri tropicale, cu esențe prețioase. Faună: păsări, o mare varietate.

## Populația
Este formată din negri 90%, mulatri, asiatici. Concentrarea max. a pop. de-a lungul țărmului. Rata natalității: 21‰; a mortalității 5,5‰. Rata populației urbane: 35%.

## Resurse și economie
Economia bazată pe agricultură: trestie de zahăr, bumbac, bananieri, nuci de cocos; ind. uleiurilor vegetale. Turism.

## Transporturi și comunicații
Căi rutiere. Aeroportul George F. L. Charles.

## Istoria

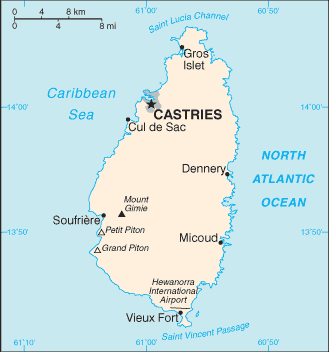

Insula a fost descoperită de Cristofor Columb în cea de-a patra călătorie a sa (1502) spre Lumea Nouă. I s-a dat numele Sfintei Lucia, corespunzător zilei în care a fost descoperită. În sec. XVII-XVIII a fost disputată de Franța și Anglia, trecând de nenumărate ori când sub puterea uneia, când a alteia. Sunt aduși sclavi negri din Africa. În 1814 devine colonie britanică; în 1979 își proclamă independența în cadrul Commonwealth-ului (al 40-lea stat-membru). Inflația și șomajul au marcat viața insulei, care, pentru a se redresa, dezvoltă agricultura și serviciile (turism).

## Statul
Este o monarhie constituțională, conform Constituției din 1979. Puterea legislativă este exercitată de Parlament (Senat și Camera Adunării); cea executivă de un cabinet condus de liderul partidului majoritar din Camera Adunării. Șeful statului este regele sau regina  Marii Britanii, reprezentată de un guvernator general. Multipartitism.

## Patrimoniu mondial UNESCO
Rezervația națională Pitons a fost înscrisă în anul 2004 pe lista patrimoniului mondial UNESCO.